# Галичанка ІФ
«Галичанка ІФ» — приватне підприємство Івано-Франківська, засноване 1999 року, спеціалізується на наданні туристичних послуг в Україні. Є дійсним членом Регіонального туристично-інформаційного центру та є фундатором Туристичної Асоціації Івано-Франківщини.

## Діяльність
«Галичанка ІФ» обслуговує, перш за все, мешканців Івано-Франківської області. Як туристичний оператор надає туристичні послуги мешканцям Львівської, Тернопільської, Чернівецької, Харківської, Київської та інших областей і приїзджим гостям/туристам з-за меж України. У співпраці із своїми партнерами з Болгарії, Єгипту, Туреччини та ряду інших країн - надаються послуги відпочинкових турів за межами країни. 
«Галичанка ІФ», як фундатор Туристичної Асоціації Івано-Франківщини, бере активну участь в міжнародних заходах щодо організації та впровадження туристичного бізнесу (в 2002 році — виставки в Берліні та Познані, в 2003 — 2009 роках — тематичні виставки в Мадриді, Мілані, Берліні, Познані та Лондоні а також по Україні — Києві, Одесі, Івано-Франківську, Яремчі).
Підприємство входить до числа лідерів туристичного бізнесу краю. На фірмі налагоджена співпарця з ВУЗами краю, тут проходять стажування та виробничу практику студенти і випускники цих навчальних закладів, що спеціалізуються на підготовці фахівців в галузі туризму, реклами . Підприємство тісно співпрацює з владними та бізнес-структурами краю.